# Gymnetis pardalis
Gymnetis pardalis är en skalbaggsart som beskrevs av Hippolyte Louis Gory och Achille Rémy Percheron 1833. Gymnetis pardalis ingår i släktet Gymnetis och familjen Cetoniidae.

## Underarter
Arten delas in i följande underarter:
- G. p. cupriventris
- G. p. guentheri